# Trundy Island
Trundy Island ist eine Insel im westlichen Abschnitt der Joubin-Inseln im westantarktischen Palmer-Archipel. Sie liegt 600 m westnordwestlich von Robbins Island.
Das Advisory Committee on Antarctic Names benannte sie 1975 nach George Benjamin Noyes Trundy (1937–2008), Able Seaman auf der RV Hero der National Science Foundation auf ihrer Antarktisfahrt zur Palmer-Station im Jahr 1968.